# Inga Zerr
Inga Zerr (* 24. Juli 1964 in Kemerowo, UdSSR) ist eine deutsche Neurologin und Hochschullehrerin. 

## Leben
Zerr studierte bis 1993 an der Georg-August-Universität Göttingen Medizin und wurde 1994 approbiert. Sie durchlief bis 2001 die Facharztausbildung Neurologie an der Neurologischen sowie Psychiatrischen Klinik der Universität Göttingen. 1995 wurde sie promoviert, 2001 folgte die Habilitation. Seit 2002 ist Zerr Oberärztin an der Klinik für Neurologie der Universität Göttingen. 2005 erfolgte der Ruf auf eine Professur für Neurodegenerative Erkrankungen.

## Wirken
Inga Zerr forscht zu Neurodegenerativen Erkrankungen, darunter den Transmissiblen spongiformen Enzephalopathien (Prionenerkrankungen) und weitere. Ihre Arbeiten widmen sich u. a. Biomarkern wie dem Protein 14-3-3 und dem in-vitro-Nachweis des Proteins PrPSc bei der Creutzfeldt-Jakob-Krankheit (CJD). Daneben veröffentlichte sie u. a. auch Genom- und Proteom-Studien bei neurodegenerativen Erkrankungen.
Sie leitet die Prionenforschungsgruppe an der Universität Göttingen, das Nationale Referenzzentrum für Surveillance Transmissibler Spongiformer Enzephalopathien sowie die Kooperationseinheit Translationale Studien und Biomarker innerhalb des Deutschen Zentrums für Neurodegenerative Erkrankungen (DZNE).
Inga Zerr ist federführende Autorin der DGN-Leitlinie Creutzfeldt-Jakob-Krankheit. 

## Veröffentlichungen (Auswahl)
- Inga Zerr, Monika Bodemer u. a.: Detection of 14-3-3 protein in the cerebrospinal fluid supports the diagnosis of Creutzfeldt-Jakob disease. In: Annals of Neurology. 43, 1998, S. 32–40, doi:10.1002/ana.410430109.
- I. Zerr, K. Kallenberg u. a.: Updated clinical diagnostic criteria for sporadic Creutzfeldt-Jakob disease. In: Brain. 132, 2009, S. 2659–2668, doi:10.1093/brain/awp191.
- Inga Zerr, Matthias Schmitz u. a.: Cerebrospinal fluid neurofilament light levels in neurodegenerative dementia: Evaluation of diagnostic accuracy in the differential diagnosis of prion diseases. In: Alzheimer’s & Dementia. 14, 2018, S. 751–763, doi:10.1016/j.jalz.2017.12.008.